# Maculacris
Maculacris is een geslacht van rechtvleugeligen uit de familie veldsprinkhanen (Acrididae). De wetenschappelijke naam van dit geslacht is voor het eerst geldig gepubliceerd in 1932 door Willemse.

## Soorten
Het geslacht Maculacris omvat de volgende soorten:
- Maculacris flavomaculata Willemse, 1932
- Maculacris obtusa Willemse, 1977